# Kurent
Kurent (tudi korant) je značilni pustni lik s Ptuja, Dravskega polja in okolice, v pustnem času nastopajo na tradicionalnem kurentovanju. Po izročilu s poskakovanjem kurenti s hudim truščem (zvonjenjem) iz dežele odganjajo zimo in zlo, vanjo pa kličejo pomlad ter dobro letino. Kurent ima na sebi ovčjo kožo, okrog pasu pripete zvonce, na glavi ima masko (iz ust mu moli dolg jezik, na vrhu pa ima rogove, okrašene s pisanimi trakovi), na nogah pa gamaše. Poznamo dve vrsti kurentov, pernatega markovskega in rogatega haloškega. Zraven njega pa po navadi hodi vrag ali hudič.
Včasih v rokah nosi tudi ježevko- palico, ki je na koncu ovita z bodičasto ježevo kožo in klešče-v katere naj bi ujel dekle (ki mu je všeč). 
Kurent - bog razdudanosti, Grški Priap. Če je upravičen očitek, da se je narod nagibal k razdudanosti, potem je moral prideti Kurentu lastnost dobrega boga. Smisel, ki leži v tej besedi, se javlja v sorodni kovrh, kouvrh, deklica, iz le-te pa izhajajo slovanska kurba, kupljivo dekle, ter nemška Hure, raztresene po vseh evropskih narečjih.— A.T. Linhart, 1791.
Med žetvijo prevzema Kurent funkcije božanstva plodnosti in spolnosti (slamnatega Kurenta so nesli dekletu, ki ni imelo fanta).— N. Mikhailov, 2002

## Razlike in podobnosti

### Med pernatim in rogatim kurentom
|            | Pernati                                                             | Rogati                                                    | Rogati                                                    |
| ---------- | ------------------------------------------------------------------- | --------------------------------------------------------- | --------------------------------------------------------- |
| Domovina   | Ptujsko polje                                                       | Dravsko polje                                             | Dravsko polje                                             |
| Domovina   | Markovci (tudi haloze)                                              | Lancova vas                                               | Haloze                                                    |
| Gamaše     | rdeče ali zelene                                                    | zelene                                                    | zelene                                                    |
| Vezalke    | bele                                                                | zelene                                                    | zelene                                                    |
| Nos        | rilčast                                                             | gobčast                                                   | gobčast                                                   |
| Rdeč jezik | umeten                                                              | usnjen                                                    | usnjen                                                    |
| Obutev     | črni usnjeni gležnarji                                              | črni usnjeni gležnarji                                    | črni usnjeni gležnarji                                    |
| Oči        | luknje z raznimi barvami (belo, rdečo, rumeno ali zeleno)           | luknje z raznimi barvami (belo, rdečo, rumeno ali zeleno) | luknje z raznimi barvami (belo, rdečo, rumeno ali zeleno) |
| Ušesa      | jih sploh nimajo (imajo pa stranska peresa)                         | velika usnjena ušesa (nahajajo se pod rogovi)             | velika usnjena ušesa (nahajajo se pod rogovi)             |
| Zvonci     | 5 lažjih kravjih zvoncev (uvoženi iz Avstrije)(skalek ima švicarje) | 5 težjih kravjih zvoncev (domača ročna izdelava)          | 5 težjih kravjih zvoncev (domača ročna izdelava)          |
| Kožuh      | ovčji                                                               | ovčji                                                     | ovčji, zajčji ali kozji                                   |
| Rogovi     | usnjeni polnjeni z slamo (le kot nosilci za perje in trakove)       | obrnjeni navzdol (kravji ali volovski rogovi)             | obrnjeni navzgor (kravji ali volovski rogovi)             |
| Hlače      | temne enobarvne hlače (modre, črne ali rjave)                       | temne enobarvne hlače (kavbojke prepovedane)              | temne enobarvne hlače (modre, črne ali rjave)             |